# دیه‌گو ویانا
دیه گو ویانا (به پرتغالی: Diego Sehnem Viana) مهاجم اهل برزیل است که در شهر Feliz و در تاریخ ۵ مهٔ ۱۹۸۳ به دنیا آمده‌است.
دیه گو ویانا در تیم‌های فوتبال Metropolitano سابقهٔ حضور دارد.